# Pachycephala balim
A Pachycephala balim a madarak osztályának verébalakúak (Passeriformes) rendjébe és a légyvadászfélék (Pachycephalidae) családjába tartozó faj.

## Rendszerezése
A fajt Austin L. Rand kanadai zoológus írta le 1940-ben. Egyes szervezetek szerint az aranyhasú légyvadász (Pachycephala pectoralis) alfaja Pachycephala pectoralis balim néven.

## Előfordulása
Új-Guinea szigetén, Indonézia területén honos.

## Természetvédelmi helyzete
A Természetvédelmi Világszövetség Vörös listáján nem szerepel.